# It's True
Singles par Axwell
Open Your Heart
(2008) Nothing But Love
(2010)
Singles par Sebastian Ingrosso
Everytime We Touch
(2009) Leave the World Behind
(2010)
It's True est une chanson des DJs suédois Axwell et Sebastian Ingrosso, avec la participation vocale de Salem Al Fakir. La chanson a été écrite par Salem Al Fakir et produit par Axwell, Sebastian Ingrosso, Salem Al Fakir. Le single sort le 21 avril 2008 sous le label 541 et N.E.W.S.

## Liste des pistes
CD-Maxi
1. It's True (Radio Edit) – 3:04
2. It's True (Original Mix) – 7:07
3. It's True (Roog & Prom Remix) – 7:34
4. It's True (Roog & Prom Dub) – 7:34
5. It's True (Reprise) – 4:46

## Classement par pays
| Classement (2008)             | Meilleure position |
| ----------------------------- | ------------------ |
| Suède (Sverigetopplistan)     | 38                 |
| Pays-Bas (Nederlandse Top 40) | 64                 |